# 冨田三十士
冨田 三十士（とみた みとし、1944年3月10日 - ）は、長崎県出身のプロゴルファー。

## 来歴
1974年にプロ入りし、1975年の中四国オープンでは上野忠美・十亀賢二・岡部洋三に次ぐと同時に増田光彦と並んでの6位タイに入った。
1979年の中四国オープンでは2日目に6位、3日目に3位タイに着け、最終日には6位に入った。
1981年の阿蘇ナショナルパークオープンでは2日目に松本紀彦・上田健次・泉川ピート・高橋五月と並んでの4位タイに着けた。
1983年のペプシ宇部トーナメントでは2日目に熊部稔・中村通・牧野裕、グラハム・マーシュ（オーストラリア）、島田幸作・船渡川育宏・橘田光弘と並んでの7位タイ、3日目には羽川豊・マーシュ・中村と並んでの6位タイに着けた。
1983年の大京オープンでは初日を横島由一・豊田明夫・川上典一と並んでの首位タイでスタートし、2日目には鈴木規夫・宮本康弘と並んでの7位タイに着けた。
1985年の中四国オープンでは初日を渡辺司（西）と並んでの2位タイ、2日目には首位に立った重信秀人と1打差で単独2位に上がり、3日目には重信・渡辺と並んでの首位タイに浮上。最終日には重信・吉野展弘・渡辺・上野・坂本義一・三上法夫・十亀を抑え、倉本昌弘の6連覇を阻止して優勝。
連覇を狙った1986年の中四国オープンでは初日を64で首位スタートを決めるが、2日目には重信・倉本と並んでの7位タイに後退。3日目には5位タイに浮上し、最終日には吉野・重信と並んでの3位タイに入った。
1987年の中四国オープンでは初日24位タイ→2日目16位タイから3日目には6位タイに浮上し、最終日には上野・倉本に次ぐと同時に十亀・奥田靖己・河村雅之・重信を抑えての3位に入った。
1994年からはシニア入りし、同年は旭国際ヴィンテージ5位、HTBシニア8位タイ、日本プロシニアでは郭吉雄（中華民国）・橘田光、エリュテリオ・ニバル（フィリピン）と並んでの10位タイであった。
1995年は日本シニアオープンで青木功の2位
に入り、賞金ランキング9位に入った。
1996年は第一生命カップシニアで金井清一の2位タイ2位タイ、コマツ名古屋テレビオープン3位、日本シニアオープンでは金井・松井利樹と並んでの9位タイで賞金ランキング6位 であった。
1999年には全日空・石垣島シニアプロアマで小林富士夫・松井功と並んでの6位タイ、キャッスルヒルオープンで海老原清治と並んでの2位タイ、日本プロシニアで中山徹・寺本一郎と並んでの6位タイ、日本シニアオープンで海老原と並んでの2位タイに入る。宇部興産オープンを最後にレギュラーツアーから引退し、第1回東京タワーシニアでは長谷川勝治・小林・藤間達雄・宮本・海老原・金井・草壁政治・中山を抑えて優勝。TPCシニアでは渡辺由己と並んでの8位タイに終わったが、賞金ランキングではマーシュ・上野に次ぐ3位に入った。
2000年は全日空・石垣島シニアプロアマの団体戦で川俣茂チームの2位、個人戦では天野勝と並んでの5位タイに入った。コマツオープンで田中文雄・安田春雄と並んでの8位タイ、HTBシニアでは中山と並んでの6位タイに入った。
2001年はオールドマンパーシニアで近藤守と並んでの8位タイに入り、2009年のPGA Handa Cupフィランスロピーシニアを最後にシニアツアーから引退。

## 主な優勝
レギュラー
- 1985年 - 中四国オープン

シニア
- 1999年 - 東京タワーシニア